# Tetracanthella anommatos
Tetracanthella anommatos är en urinsektsart som beskrevs av Chen och Yin 1984. Tetracanthella anommatos ingår i släktet Tetracanthella och familjen Isotomidae. Inga underarter finns listade i Catalogue of Life.